# Ptilophora kashgara
Ptilophora kashgara är en fjärilsart som beskrevs av Moore 1878. Ptilophora kashgara ingår i släktet Ptilophora och familjen tandspinnare. Inga underarter finns listade.